# SNCF BB 10004
Az SNCF BB 10004 villamosmozdony egy prototípus volt, melyet az SNCF BB 15000 sorozatba tartozó 15055 pályaszámú mozdonyból alakítottak át, hogy kísérleteket végezzenek vele. A mozdony nem kapott új festést, csak az oldalán végigfutó vörös sávokat cserélték le sárgára és az egyik áramszedőt eltávolították. A korábban az Alstom által gyártott B'B' tengelyelrendezésű, 25 kV 50 Hz AC mozdony sebessége először 160 km/h volt, később azonban sikerült 200 km/h sebességig felemelni.
1989-ben visszaalakították és a pályaszámát is visszakapta. A prototípussal szerzett tapasztalatokat később más járművek építésénél felhasználták.